# Albert de Belleroche
Pour les articles homonymes, voir de Belleroche.
Albert Gustavus de Belleroche, né le 22 octobre 1864 à Swansea et mort le 14 juillet 1944 à Southwell, est un artiste peintre et lithographe britannique de lointaine ascendance française, surnommé le « John Singer Sargent à la française », qui a été formé et a vécu une grande partie de sa vie en France.

## Biographie
Albert de Belleroche est le descendant d’une famille de la vieille noblesse protestante française, qui a fui la France en 1685 après la révocation de l'édit de Nantes, pour s'installer en Angleterre.
En 1867, à la mort du père, le marquis Edward Charles de Belleroche, la famille déménage à Paris.

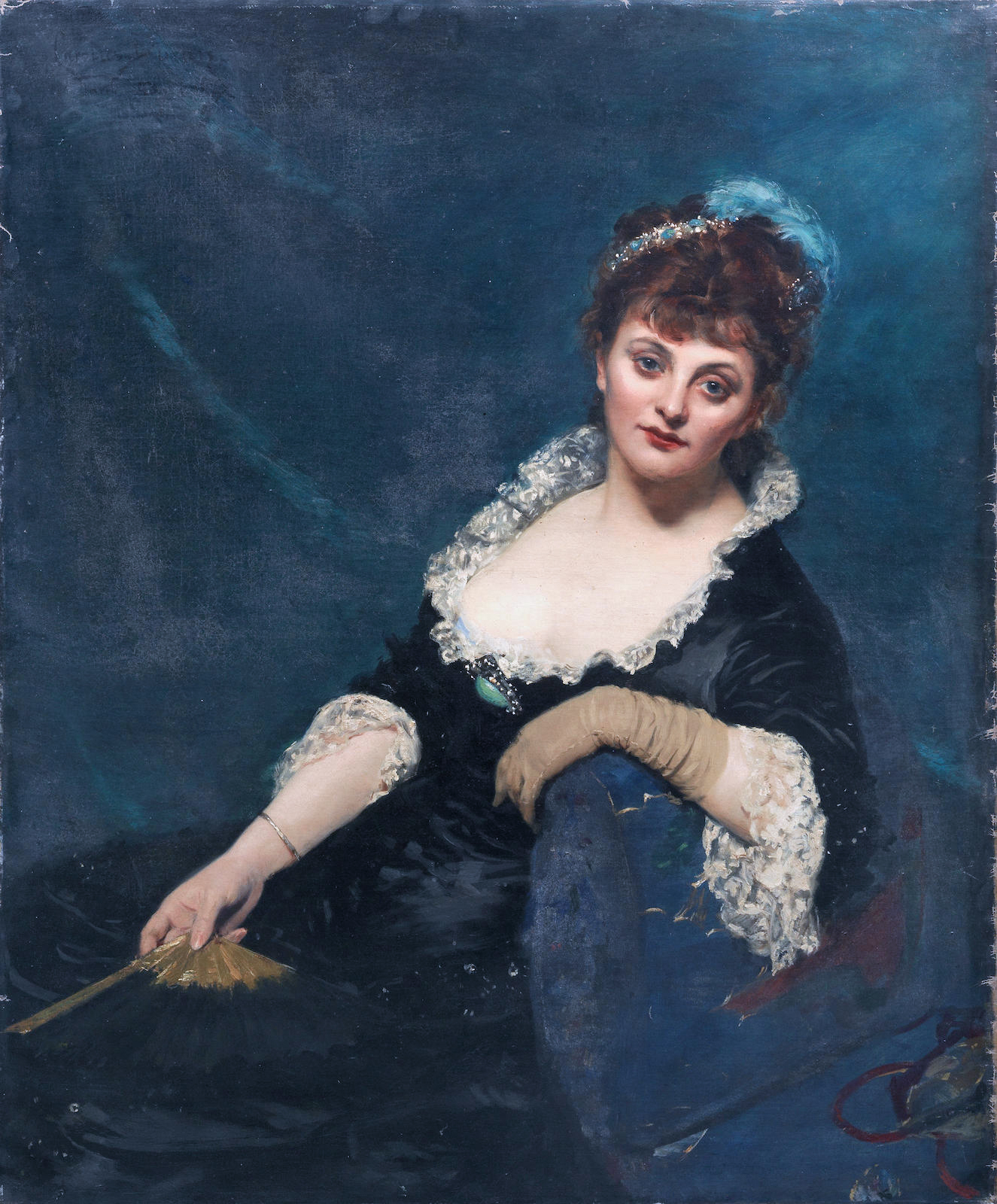
Portrait de Mrs Harry Vane Milbank, née Alice Sidonie Van den Bergh
Carolus-Duran, 1877
Collection privée, Vente Bonhams 2016

Sa mère Alice (fille de Désiré Baruch Vandenberg, ou van den Bergh, originaire de Bruxelles) se remarie en mars 1871 avec l'impécunieux William Harry Vane Milbank (1848-1892), ancien lieutenant aux Royal Horse Guards beaucoup plus jeune qu'elle et petit-neveu du duc de Cleveland. Elle tient un salon dans son appartement de l'avenue Montaigne où elle reçoit notamment le prince de Galles. Elle se fait portraiturer par Édouard Dubufe en 1874. Son mari commande en 1877 à Carolus-Duran (1837-1917) un portrait de sa femme. Au cours de la visite du peintre, on lui montre les dessins du jeune Albert qui a treize ans et le maître l'invite à étudier plus tard dans son atelier où ont étudié John Singer Sargent et Maximilien Luce. C'est chose faite en 1882.
Carolus-Duran vénère le grand style de Vélasquez. Mais Belleroche finit par quitter l'atelier trop académique de Carolus-Duran. Il fait la connaissance à Montmartre et ailleurs de Renoir, Degas, Toulouse-Lautrec et peint même Mata-Hari.
Belleroche a peint un portrait de Toulouse-Lautrec en 1882, lorsque celui-ci étudiait à l'atelier de Fernand Cormon, et a partagé avec lui la même passion pour Lili Grenier, leur modèle favori et qui devient sa maîtresse pendant dix ans.

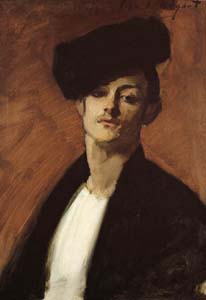
Portrait d'Albert de Belleroche (1883) par John Singer Sargent

Il est ami depuis 1882 avec Sargent (qui a fait plusieurs portraits de lui, dont deux lithographies en 1905, et a offert un portrait de la mère de Belleroche en 1884) et s'inspire de sa technique au pastel.
En 1900, Belleroche s'essaye avec succès à la lithographie dont il maîtrise rapidement la technique. Il est en 1903 l'un des membres fondateurs du salon d'Automne où il expose avec les derniers Impressionnistes. En 1904, une salle entière lui est dédiée. Renoir l’appelait « le peintre des femmes décoiffées ».
En 1908, Roger Marx publie un article élogieux sur l'art lithographique de Belleroche dans la Gazette des beaux-arts et fait éditer dans L'Estampe nouvelle l'une de ses compositions, Jeune Fille du monde. Il épouse en 1910 (il a quarante-cinq ans) la fille de son ami, le sculpteur Édouard Visseaux, Julie-Émilie, âgée de vingt-huit ans.
En 1910, Belleroche s'installe en Angleterre avec sa femme qui mettra au monde trois enfants. Il habite d'abord à West Hampstead dans l'hôtel particulier de sa mère (revenue à Londres après 1892, elle y meurt en 1916), puis en 1918 dans le Sussex, à Rustington, dans une maison du XIIIe siècle. Il meurt à Southwell, où il s'était installé pour fuir les bombardements de la côte, en 1944, à l’âge de 80 ans.
Une rétrospective lui a été consacrée à Londres en 2007. Sa famille a légué une partie de ses œuvres, présentées dans les salles Brangwyn-Belleroche, au musée d'art et d'histoire d'Orange.

Œuvres d'Albert de Belleroche
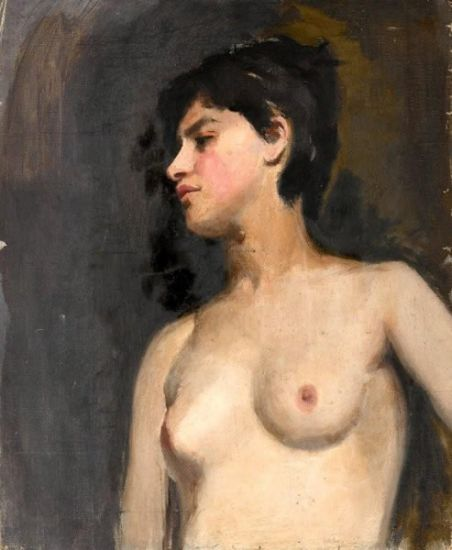
Buste (vers 1882), coll. part.
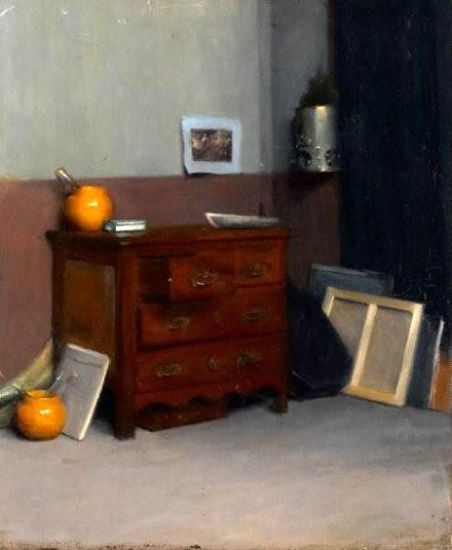
Deux pots jaunes  (1889), coll. part.
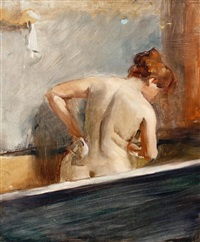
Lili au bain (vers 1890), coll. part.
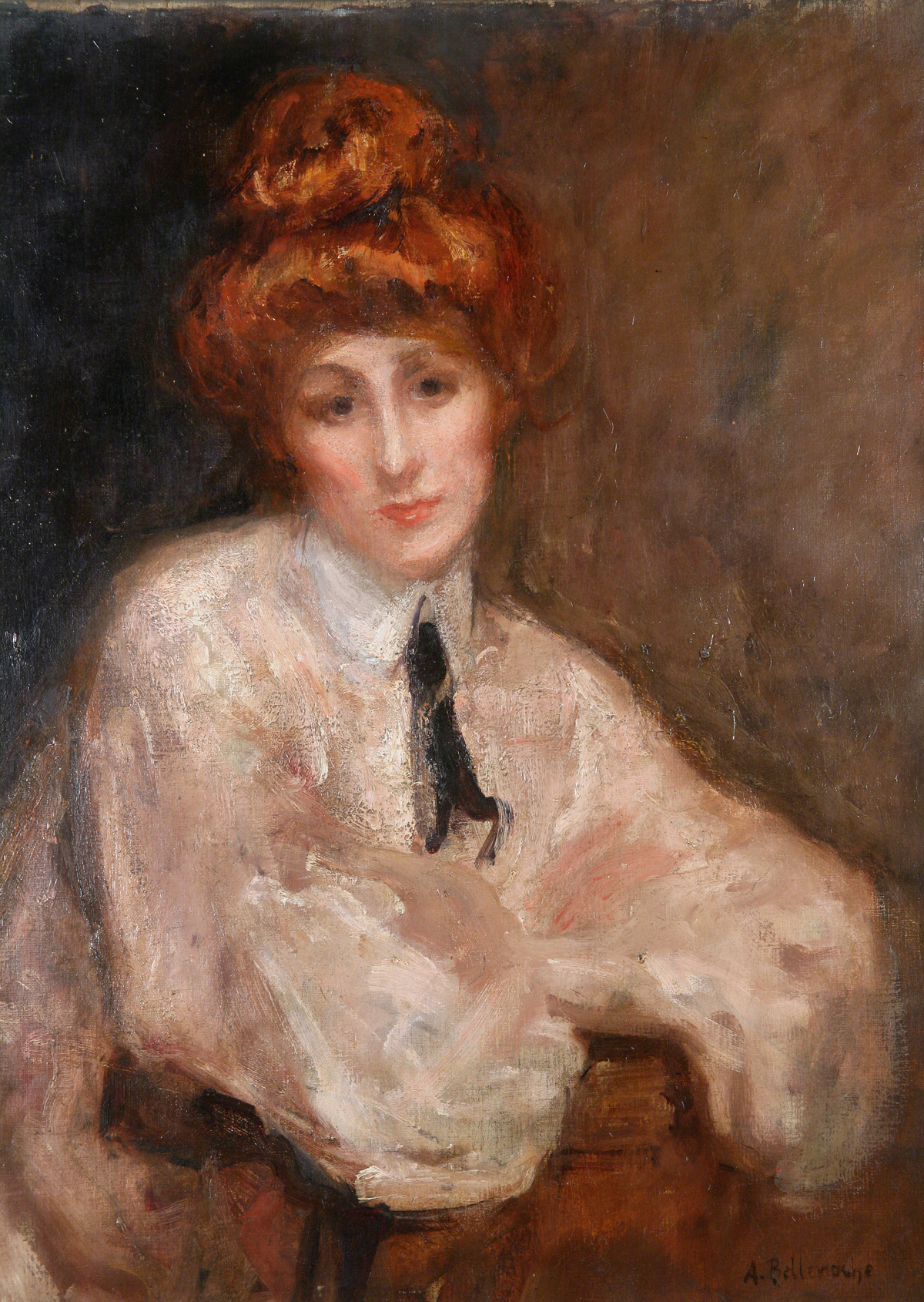
Berthe (vers 1900), Glynn Vivian Art Gallery (Swansea).